# Mystus punctifer
Mystus punctifer är en fiskart som beskrevs av Ng, Wirjoatmodjo och Renny Hadiaty 2001. Mystus punctifer ingår i släktet Mystus och familjen Bagridae. Inga underarter finns listade i Catalogue of Life.